# Urs Aeberhard
Urs «Enzo» Aeberhard (* 18. Februar 1971 in Zug) ist ein ehemaliger Schweizer Bobsportler, welcher als Anschieber tätig war. Er nahm für die Schweiz 2002 an den Olympischen Winterspielen teil und gewann gemeinsam mit Christian Reich 2000 den Gesamtweltcup.

## Karriere
Den Bobsport entdeckte er im Alter von 23 Jahren im Bobteam Fredi Steinmann und gewann 1997 im Zweierbob an den Schweizer Meisterschaften die Silbermedaille. Im Jahr 1998 wechselte er als Anschieber zu Christian Reich und nahm an den Europameisterschaften 1999 teil. An dieser gewann er die Silbermedaille. Im darauf folgenden Jahr nahm er an den Bob-Weltmeisterschaften in Altenberg teil und gewann im Zweier- wie im Viererbob die Bronzemedaille. Im Jahre 2001 gelang es ihm noch einmal, die Bronzemedaille im Viererbob zu gewinnen. An den Olympischen Spielen 2002 in Salt Lake City startete er im Viererbob. Das Team «Schweiz II», bestehend aus Christian Reich, Guido Acklin, Steve Anderhub und ihm, belegte den sechsten Platz. Danach fuhr er noch eine Saison mit Martin Annen.
Seit 2004 ist er im Vorstand des Bobclubs Zentralschweiz und seit 2019 im Vorstand von Swiss Sliding, wo er für die Finanzen zuständig ist.
2022 gewann er das Polenta Race; in diesem Rennen muss man seine Laufzeit schätzen, was er auf die Hundertstel genau tat.

## Familie
Urs Aeberhard ist seit 2005 mit Katja Aeberhard verheiratet und hat zwei Kinder. Sein Sohn trat in seine Fussstapfen und fährt ebenfalls Bob, während die Tochter Leichtathletik macht.